# Bataille de San José
Guerres d'indépendance en Amérique du Sud
Batailles
- Suipacha
- Las Piedras
- Huaqui
- Tucumán
- Cerrito
- Salta
- Campagne Admirable
- Ayohuma
- Buceo
- La Puerta (1814)
- Rancagua
- Sipe-Sipe
- Carthagène
- Chacabuco
- La Puerta (1818)
- Maipú
- Vargas
- Boyacá
- Valdivia
- Carabobo
- Yaguachi
- Pichincha
- Lac Maracaibo
- Junín
- Ayacucho

La Bataille de San José est une bataille livrée le 25 avril 1811, pendant la guerre d'indépendance d'Uruguay.
La tradition fait remonter le début de la volonté d'indépendance de la Banda Oriental (l'Uruguay d'aujourd'hui) au 28 février 1811, jour du Grito de Asencio. Suivant l'exemple des Argentins de Buenos Aires, et initialement, en complet accord avec la junte indépendantiste qui dominait cette ville et sous sa direction, les Uruguayens, que l'on appelaient les Orientaux, prennent les armes contre le gouvernement colonial espagnol, représenté à Montevideo par le vice-roi Francisco Javier de Elío.
Les patriotes s'emparent de plusieurs villes et les premiers affrontements entre les indépendantistes et les royalistes ne devaient pas tarder. Le 21 avril 1811, une escarmouche oppose les colonnes révolutionnaires commandées par Venancio Benavidez aux troupes loyalistes au Paso del rey sur le territoire de San José. Bousculés, les Espagnols se replient sur cette ville, poursuivis par leurs adversaires. Le 25 avril, Benavidez les y attaque et leur inflige une sévère défaite, remportant ainsi le premier combat notable du conflit.
Lors de la bataille, le capitaine Manuel Antonio Artigas, frère ainé du héros de l'indépendance de l'Uruguay, José Gervasio Artigas, reçoit des blessures dont il succombera peu après.
Le 18 mai 1811, les Uruguayens battent à nouveau les Espagnols à la bataille de Las Piedras ; ce nouveau succès leur ouvre la route de Montevideo, dans laquelle le vice-roi se retranche avec sa flotte et ses dernières troupes.